# Integriertes Text- und Datennetz
Das integrierte Text- und Datennetz (IDN), auch als „Integriertes Fernschreib- und Datennetz“ bezeichnet, war ein Datennetz, das im Jahre 1975 in der Bundesrepublik Deutschland eingeführt wurde. Es basierte auf dem elektronischen Vermittlungssystem EDS, das die Siemens AG an die Deutsche Bundespost lieferte. Während bis dahin die diversen Fernmeldenetze für jeden Dienst aus jeweils speziellen übertragungstechnischen und vermittlungstechnischen Geräten und Komponenten realisiert wurden, wurde jetzt ein digitales Fernmeldenetz aufgebaut, das mehrere Dienste transportieren sollte. Folgende Netze wurden im IDN zusammengefasst:
- das Telex-Netz für den Dienst Telegraphie (ab 1981)
- das Gentex-Netz, das ein internes Netz der Postverwaltungen für die Telegramm-Übermittlung war
- das Direktrufnetz, das Standleitungen bereitstellte, damals mit maximal 9600 bit/s
- das Datex-L-Netz für leitungsvermittelte digitale Wählverbindungen
- das Datex-P-Netz für paketvermittelte Wählverbindungen (ab 1980)

Für diese Dienste stellte das IDN einen zentralen Schrittakt zur Verfügung. Weil alle Sende- und Empfangsstationen dieser Dienste diesen zentralen Takt zur Bitsynchronisation verwendeten, war ihr Gleichlauf  gewährleistet und Umsetzungen zwischen ihnen möglich. Der zentrale Schrittakt war Voraussetzung für die Integration der Dienste.
Der leitungstechnische Bedarf für das IDN wurde vom Telefonnetz gestellt. Die Weitverkehrsstrecken der oberen Netzebene, die das Datennetz zwischen den einzelnen EDS-Vermittlungssystemen darstellte, wurden mit 2-Mbit/s-Multiplexstrecken realisiert, der Grundbitrate E1 der PDH-Hierarchie. Zeitmultiplexsysteme für Datenübertragung, so genannte ZD-Systeme, setzten die unterschiedlichen Übertragungsgeschwindigkeiten der einzelnen Anschlüsse zum 2-Mbit/s-Signal zusammen. Der Anschluss von Datenendeinrichtungen erfolgte über Datenübertragungseinrichtungen, die hauptsächlich nach dem Basisbandverfahren arbeiteten.
Das IDN erweiterte das Telex-Netz um Leistungen wie Kurzwahl, Direktruf, Teilnehmerbetriebsklasse, Rundschreiben, Hinweisgabe und das Zuschreiben von Datum und Uhrzeit. Als der Teletex-Dienst aufkam, wurde das IDN um Telex/Teletex-Umsetzer erweitert (ab 1981), so dass die modernen Speicherschreibmaschinen des Teletex-Dienstes, die schon mit Bildschirmen ausgerüstet waren, mit Fernschreibern und deren Lochstreifen Nachrichten austauschen konnten.
Als die Deutsche Bundespost 1989 das ISDN offiziell in Betrieb nahm, verlor das IDN schnell an Bedeutung.